# Ново-Соловецкая Марчуговская пустынь

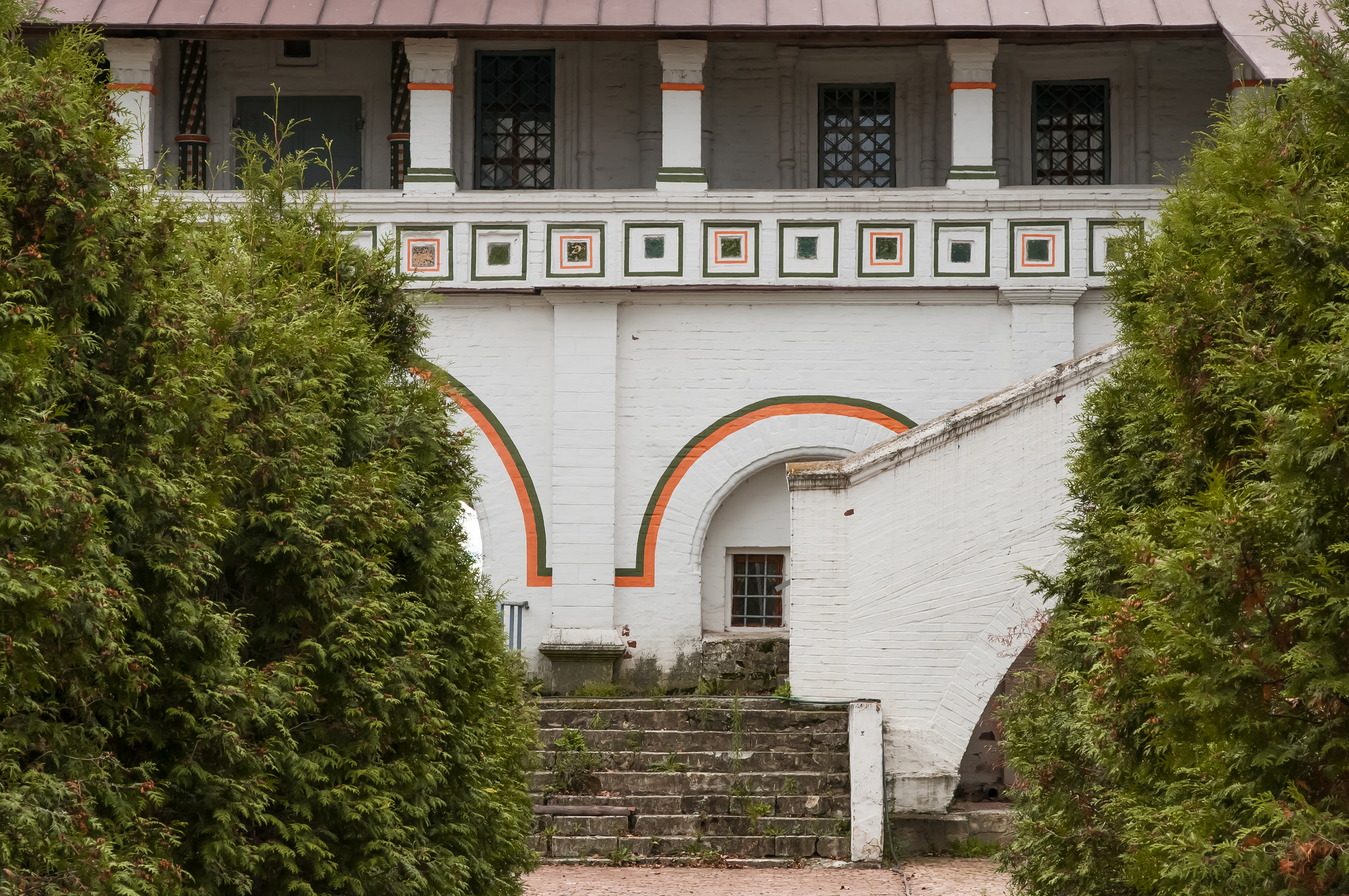

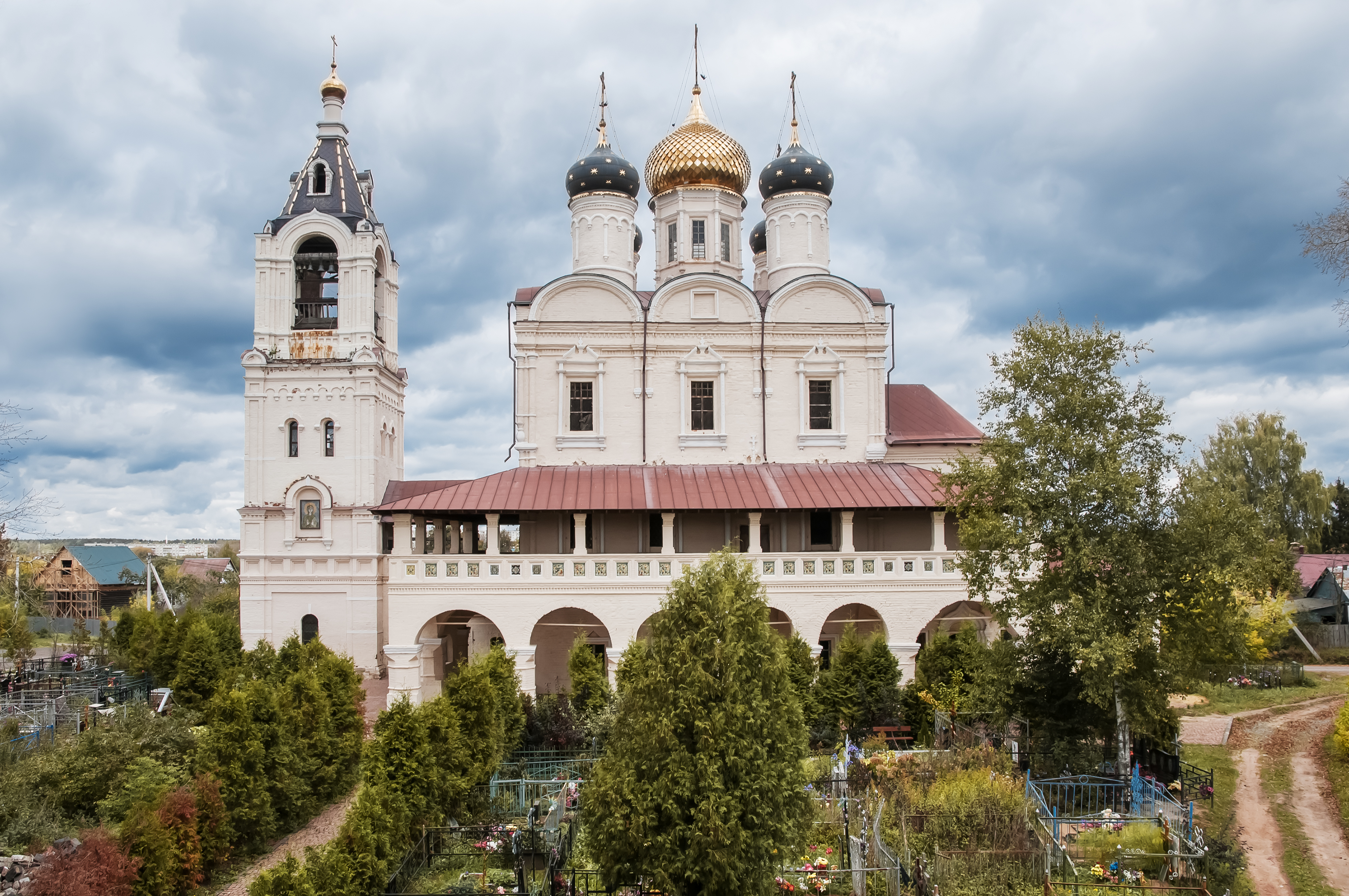

Краснохолмская Ново-Соловецкая Марчуговская пустынь — мужской монастырь на берегу Москвы-реки в селе Фаустово Воскресенского района Московской области, который вот уже 300 с лишним лет как приписан к Соловецкому монастырю в Белом море. Редкий для Подмосковья образец монастырского зодчества раннепетровского времени.

## История
В 1657 году по указу царя Алексея Михайловича на высоком берегу Москвы-реки в Фаустово была заложена Краснохолмская Марчуговская пустынь. 
Монастырь основан в ознаменование прекращения в Москве морового поветрия «по произволению основателя, протоиерея Кремлёвского Благовещенского собора Стефана Нифонтова, и по именному повелению царя Алексея Михайловича». Обитель стояла на берегу Москвы-реки в селе Марчуги у Красного холма — в месте, которое весной заливало половодье. В 1655-57 гг. монастырь был перенесён вниз по течению, на другой, более высокий берег реки, к деревне Фаустово.
Через 30 лет было завершено строительство величественной пятиглавой Троицкой церкви, которая с трёх сторон окружена открытыми галереями и парапетами, украшенными изразцами. 
Строительство соборного Троицкого храма началось, предположительно, вскоре после переноса обители на насыпной холм, в 1660-е гг. Насельников было мало, и возведение храма затянулось. Освящён он был только в 1698 году. Высокий подклет служил трапезной, зимой там отправлялись службы, престол был освящён во имя Благовещения. 
Строительство храма подорвало финансовое состояние пустыни, и в 1699 г. она была приписана к богатому Соловецкому монастырю. Марчуговская пустынь была передана в конце 1690-х в ведение Соловецкого монастыря; до этого, по некоторым данным, была приписана к Андреевскому монастырю в Пленницах.
Определённый доход монастырю приносил образ Спаса, помещённый в часовне у Москворецкого моста. В период екатерининской секуляризации монастырь был в 1764 г. упразднён, храмы обращены в приходские. 
В советское время собор лишился пятиглавия и был приспособлен под совхозный склад. Сегодня помимо Троицкой церкви от построек обители сохранилась лишь надвратная церковь Зосимы и Савватия. Реставрировался в конце XX века. С 1993 г. служит подворьем Соловецкого монастыря.

## Архитектура

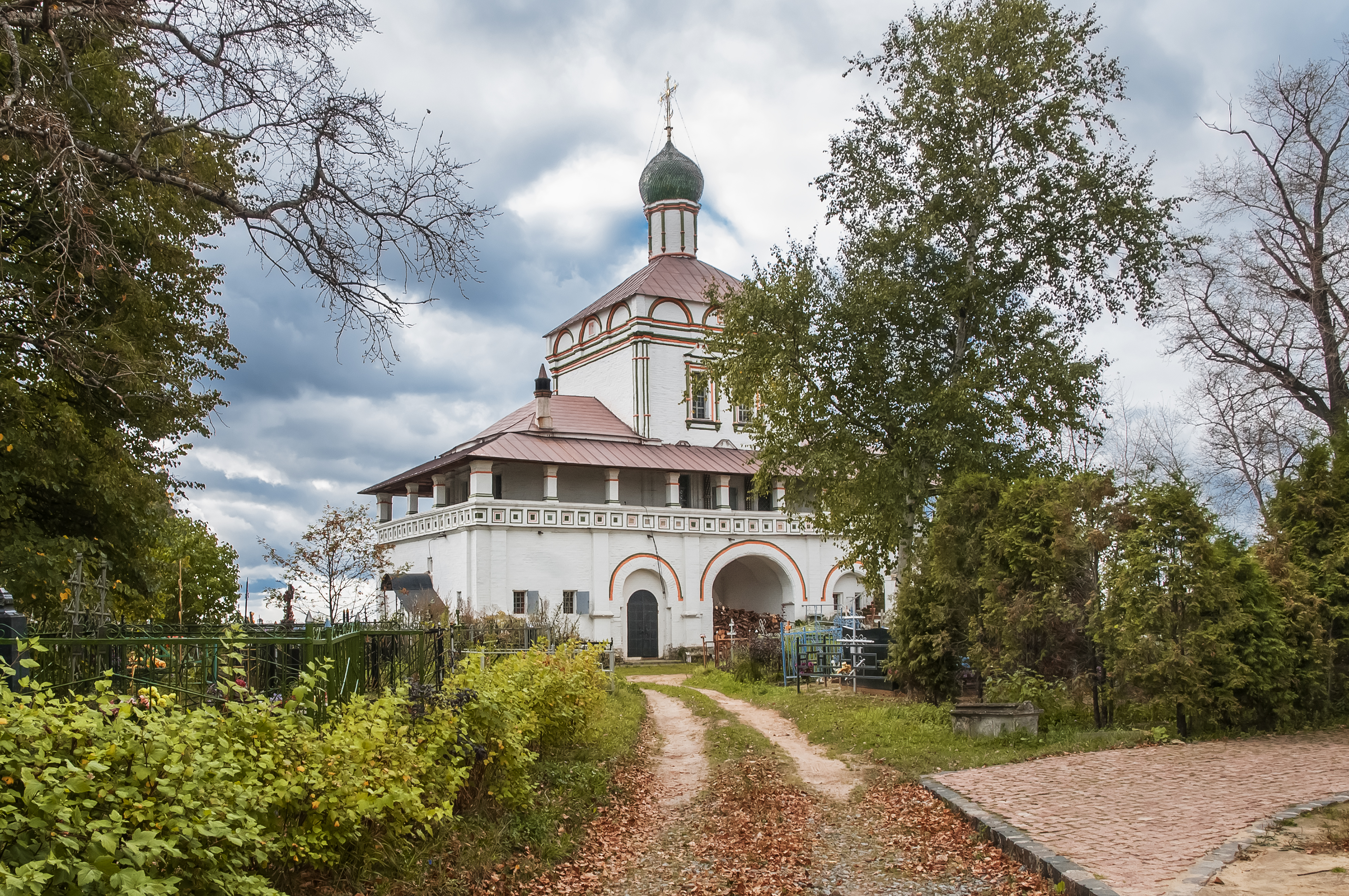

Двухстолпный Троицкий собор отличает сочетание монастырской суровости с вкраплениями дробного декора нарышкинского барокко. Эта двойственность обусловлена, видимо, долгими сроками строительства. Ближайший аналог Троицкого храма среди монастырских храмов Подмосковья — Успенский собор Иосифо-Волоколамского монастыря. Четверик крыт лотковыми сводами с пятью главами (из которых световой оставлена лишь центральная).
Первоначально собор был с трёх сторон обстроен открытыми обходными галереями («гульбищами») с изразцовым декором. Северная галерея была позднее разобрана, над оставшимися — устроены покрытия, скрывшие от глаз часть декора. В интерьере некогда доминировал резной пятиярусный иконостас; отдельные иконы приписывались кисти Симона Ушакова. В 1910 году храм был расписан.
Одновременно с собором, в последние годы XVII века, возведены Святые ворота — бесстолпная одноглавая церковь Соловецких Чудотворцев, более близкая по своему облику к барочной традиции, также с гульбищем. Шатровая колокольня в 1870 году была заменена новой, которая стилизована под допетровское зодчество.

## Священство
В настоящее время настоятелем подворья является иеромонах Василий (Чавчанидзе).
Среди известных священников в пустыни служили: священномученик Сергий Кедров (1908—1937), протоиерей Александр Зверев (1876—1908) — отец новомученика протоиерея Александра Зверева († 1937) и приёмный отец новомученика протоиерея Иоанна Берёзкина († 1942/43).